# Anderer Dienst im Ausland
Der Andere Dienst im Ausland (ADiA) ist in Deutschland ein Freiwilligendienst für Personen jeglichen Geschlechts, welcher im Ausland geleistet wird. Während der Zeit der Wehrpflicht war er als Wehrersatzdienst anerkannt und konnte als vollwertiger Ersatz für einen regulären Zivildienst abgeleistet werden. Nach dem Wegfall des Zivildiensts 2011 besteht der ADiA zwar fort, wird nun aber nach § 5 des Gesetzes über den Bundesfreiwilligendienst (BDFG) durchgeführt.
Das österreichische Pendant zum deutschen ADiA ist der Auslandsdienst.

## Voraussetzung
Der Andere Dienst im Ausland kann bei den vom Bundesministerium für Familie, Senioren, Frauen und Jugend anerkannten Trägerorganisationen abgeleistet werden. Die Trägerorganisation registriert den Freiwilligen bei erfolgreicher Bewerbung beim Kriegsdienstverweigerer durch das Bundesamt für Familie und zivilgesellschaftliche Aufgaben (BAFzA), der Nachfolgeorganisation des Bundesamtes für Zivildienst. Der entwicklungspolitische Freiwilligendienst weltwärts des BMZ erlaubt nur Entsendeorganisationen, die für den anderen Dienst im Ausland anerkannt sind.

## Dauer
Dieser Dienst dauert üblicherweise 12 Monate. Es besteht für Trägerorganisation und Freiwilligen die Möglichkeit, einen längeren Dienstzeitraum zu vereinbaren, falls dies beispielsweise von der Dienststelle im Ausland gefordert wird. Dadurch sind Dienstzeiten von bis zu zwei Jahren möglich. Diese Verlängerung wird allerdings nur bei wenigen Trägerorganisationen angewendet. Der Dienstbeginn wird zwischen der Trägerorganisation und dem Dienstleistenden vereinbart.

## Geschichte
Vorläufer des ADiA entstanden 1970 aus dem Gedanken der Wiedergutmachung und sollten es ermöglichen, als Ersatzdienst ein freiwilligen, sozialen Beitrag für Menschen im Ausland zu leisten, die vor und während des Zweiten Weltkriegs Opfer des Nationalsozialismus geworden waren. Die Bestrebungen kamen von individuellen Kriegsdienstverweigerern; ermöglicht wurde der Dienst damals durch eine Unabkömmlichstellung. Diesen Freiwilligendienst leisteten bis 1986 fast 1.400 Freiwillige. Der Andere Dienst im Ausland als Ersatzdienst zum Zivildienst wurde durch die Änderung des Zivildienstgesetz vom 1. Juli 1986 erstmals möglich. Zwischen 1986 und 2006 haben etwa 8.000 Freiwillige einen ADiA geleistet.

## Projekte und Länder

### Projekte
Die Aufgabenbereiche während des ADiA sind denen des Bundesfreiwilligendienstes (BFD) in Deutschland ähnlich, allerdings ist die Bandbreite an Projekten um einiges größer und dies ist – neben der Chance ein Jahr im Ausland zu leben – wohl einer der Vorteile an diesem Dienst.
Grob lassen sich folgende Bereiche abgrenzen
- Sozial-Pflegerischer Bereich (Alten- und Pflegeheime, Krankenhäuser, Frauenhäuser, Lebensgemeinschaften, Arbeit mit Menschen mit Behinderung)
- Pädagogischer Bereich (Projekte zur politischen Bildung, Museen, Gedenkstätten, Schulen)
- Arbeit mit Kindern und Jugendlichen (Waisenhäuser, Kinderheime, Jugendbegegnungsstätten)

Da sich die meisten Stellen in kleineren Einrichtungen befinden, überschneiden sich bei den meisten Stellen die Aufgabengebiete.
Prinzipiell lässt sich aber sagen, dass alle Stellen einen sozialen Charakter haben müssen.

### Länder
Von Nepal über China, Australien, Südafrika und Kanada bis zu nahezu sämtlichen Mitgliedsstaaten der EU – der ADiA lässt sich in einer Vielzahl von Ländern ableisten. Die Mehrzahl der Stellen findet sich in Europa, da die Idee des ADiA als Friedensdienst aus den Erfahrungen des Zweiten Weltkrieges entstanden ist. In den Ländern Israel, Polen und Frankreich finden sich daher überproportional viele Stellen.
Ein weiteres Augenmerk liegt auf Entwicklungsländern in Südamerika, Afrika und seit kurzem verstärkt auch in Zentralasien.

## Rechtliche Rahmenbedingungen und Finanzierung

### Rechtliche Rahmenbedingung
Gesetzlich ist der Andere Dienst im Ausland durch § 5 des Bundesfreiwilligendienstgesetz (BFDG) geregelt.
Entscheidend ist, dass beim Anderen Dienst im Ausland der Staat keinerlei Leistungen (z. B. keinen Sold, keine Beiträge zu den Versicherungen, keine Unterstützung von den Trägerorganisationen für die Kosten von Vorbereitung und Begleitung) übernimmt.
Obligatorisch für die Träger ist die Übernahme der Kosten für die Kranken- und Haftpflichtversicherung, es kann ein Taschengeld ausbezahlt werden.
Zu beachten ist, dass es sich um einen privatrechtlichen Vertrag zwischen Entsendeorganisation und Dienstleistenden handelt, daher können die sonstigen Konditionen stark variieren. In der Regel sorgen die Träger für Reisekosten, Unterkunft und Verpflegung. Weiterhin zahlen sie meist ein Taschengeld. Die genaue Ausgestaltung ist zwischen den Organisationen sehr unterschiedlich, deshalb ist es wichtig, frühzeitig zu prüfen, welche Kosten entstehen.

### Finanzierung
Die Finanzierung unterscheidet sich stark unter den verschiedenen Organisationen.
Die meisten Träger erwarten und benötigen einen Beitrag der Dienstleistenden, um einen Dienstplatz im Ausland finanzieren zu können. Es ist den Organisationen aber gesetzlich verboten, direkt Geld von den Dienstleistenden zu verlangen. Um dennoch einen Dienst im Ausland zu ermöglichen, bedienen sich die Organisationen in Absprache mit dem Gesetzgeber verschiedener Modelle zur Unterstützung der Finanzierung der Arbeit.
Das geläufigstes Modell ist der Förderkreis. Dabei wird der Dienstleistende gebeten, einen Spenderkreis aufbauen, in dem jeder der Spender eine bestimmte Summe aufbringt, um insgesamt monatlich auf einen Betrag zwischen von 150 bis zu 600 Euro zu kommen. Die hohen Unterschiede können sich aus den Gegebenheiten der Projekte und der Länder ergeben. Ein Dienst z. B. in einem westafrikanischen Land wird allein durch die sehr hohen Reisekosten, Tropentauglichkeitsuntersuchungen und Impfungen teurer sein als z. B. in den Niederlanden. In der Regel ist es mit einigem Werbeeinsatz gut möglich, einen Förderkreis auch für hohe Summen zu erreichen. In Einzelfällen müssen Dienstleistende auf eigene Ersparnisse zurückgreifen, oder die Familie um Unterstützung bitten. Oft deckt der Beitrag des Förderkreises aber nur einen Teil der Kosten für einen Dienst im Ausland. Der Restbetrag wird dann durch die Entsendeorganisationen getragen, die sich oft durch Spenden finanzieren. Um die unterschiedlich hohen Kosten eines Dienstplatzes in den verschiedenen Ländern auszugleichen und solidarisch unter den Dienstleistenden aufzuteilen, verlangen manche Organisationen, wie zum Beispiel Aktion Sühnezeichen Friedensdienste (ASF) die Zahlung eines einmaligen Solidarbeitrages in der Höhe von 650 Euro.
Einige Organisationen (Katholisches Auslandssekretariat der Deutschen Bischofskonferenz, Officium Bonum, Bolivianisches Kinderhilfswerk) bieten einen kostenfreien Dienst an, es kommt daher eine höhere Anzahl von Bewerber auf die Stellen. Bei den meisten Organisationen gibt es mehr Bewerber als Plätze. Es lohnt sich, sich spätestens ein Jahr vor gewünschtem Antritt über die Bedingungen etc. zu informieren.
Die Trägerorganisationen bieten sehr unterschiedliche Konditionen für einen Dienst an. Neben der Höhe des Förderkreises sollten deshalb auch die Angebote für eine Vorbereitung, (pädagogischer und administrativer) Begleitung während und Auswertung nach Ende der Dienstzeit mit betrachtet werden. Zeitlich gesehen sollte solch eine Vorbereitung mindestens 10 Tage dauern. Sehr günstige Organisationen bieten in diesem Bereich oft sehr wenig an und haben dann eine sehr hohe Quote von Abbrechern.
Die Agentur für Qualität in Freiwilligendiensten (Quifd) vergibt ein Gütesiegel an Organisationen und Einsatzstellen, die Qualität bei der Organisation und Gestaltung von Freiwilligendiensten bewiesen haben. Die Liste der zertifizierten Einrichtungen ist auf der Quifd-Webseite einsehbar.